# Norra Granholm
Norra Granholm är en ö i Finland.   Den ligger i kommunen Kimitoön i den ekonomiska regionen  Åboland  och landskapet Egentliga Finland, i den södra delen av landet, 140 km väster om huvudstaden Helsingfors. Arean är 1,1 kvadratkilometer.
Terrängen på Norra Granholm är mycket platt. Öns högsta punkt är 32 meter över havet. Den sträcker sig 1,9 kilometer i nord-sydlig riktning, och 1,2 kilometer i öst-västlig riktning.  I omgivningarna runt Norra Granholm växer i huvudsak barrskog.